# (121) Hermione
(121) Hermione és un asteroide que forma part del cinturó exterior d'asteroides descobert per James Craig Watson el 12 de maig de 1872 des de l'observatori Detroit d'Ann Arbor, als Estats Units d'Amèrica. Rep la denominació per Hermíone, un personatge de la mitologia grega.
Hermione està situat a una distància mitjana del Sol de 3,45 ua, i pot allunyar-se'n fins a 3,912 ua. La seva inclinació orbital és 7,596° i l'excentricitat 0,1341. Triga a completar una òrbita al voltant del Sol 2.340 dies.